# Club Deportivo Ayense
Club Deportivo Ayense es un equipo de fútbol mexicano que juega en la Serie B de la Segunda División. Tiene como sede Ayotlán, Jalisco.

## Historia
El equipo fue fundado en 1988, en ese mismo año se inscribió en la Tercera División. El club consiguió el campeonato de la categoría en su primera temporada de historia tras derrotar al Grupo Yucatán en la final, por lo que logró su ascenso a la Segunda División, que por ese entonces era la categoría de plata del fútbol mexicano.
En la temporada 1989-90 el equipo tuvo un mal desempeño en la Segunda División, finalizando como último lugar y descendiendo a Segunda División "B". Sin embargo, el Ayense solo permaneció una temporada en la categoría de bronce del fútbol mexicano ya que en el ciclo 1990-91 el club fue campeón de la Segunda B tras ser el mejor equipo del grupo de campeonato. Debido a las particularidades del fútbol mexicano, en el verano del 1991 el Ayense fue invitado a la liguilla de ascenso a Primera División, como campeón de la Segunda B, sin embargo, el club quedó en último lugar de su grupo siendo superado por equipos como Pachuca, Atlético Potosino, Atlético Yucatán y Pioneros de Cancún.
Después de 1991 el equipo se mantuvo en las posiciones medias de la tabla en la Segunda División sin alcanzar la liguilla pero también libre de problemas de descenso, hasta que en 1994 se reformó el fútbol mexicano con la creación de la Primera División A, aunque debido a sus condiciones de infraestructura el Ayense debía continuar en la Segunda División, que pasó a convertirse en el tercer nivel del balompié nacional, sin embargo, el equipo no tomó parte de esa temporada. Después de 1994 el equipo apareció y desapareció con cierta frecuencia.
En 2019 el equipo fue refundado por la iniciativa de un empresario radicado en Estados Unidos, pero nacido en Ayotlán, por lo que se conformó una nueva escuadra con el apoyo de las autoridades y empresarios locales. El equipo fue inscrito en el Grupo X de la Tercera División, en 2022 el equipo logró calificar a la liguilla por primera ocasión tras terminar como líder del grupo XII, sin embargo, el Ayense fue eliminado en la ronda de octavos de final por el club La Tribu de Ciudad Juárez.
En la temporada 2022-23 el equipo firmó su mejor registro desde su refundación y llegó a las semifinales de zona, sin embargo, se quedó a un paso del ascenso a la Segunda División tras caer derrotado en penales ante el Club Deportivo Poza Rica. No obstante, en junio de 2023, semanas después de su eliminación en la liguilla, el equipo fue invitado a participar en la también conocida como Liga Premier, en su rama secundaria, la Serie B, por lo que el Ayense consiguió promocionar de categoría de forma administrativa.
En su temporada debut en Serie B el equipo de Ayotlán se consolidó como uno de los mejores de la categoría, por lo que logró terminar la fase regular como líder de la competencia, logrando su pase directo a las semifinales. En esa ronda el Ayense eliminó al Santiago F.C. con un global de 1-1, llegando a la final en su primer año en la rama secundaria de la Liga Premier. En la serie de campeonato el Ayense se enfrentó a Aguacateros CDU, cayendo derrotado por un marcador de 2-0 en el partido de ida celebrado en Uruapan, mientras que en el juego de vuelta, celebrado en el Estadio Chino Rivas, el Ayense se impuso por 2-1, aunque el resultado fue insuficiente para vencer al equipo michoacano, por lo que el Ayense debió quedarse con el subcampeonato de la Serie B.

## Estadio
El Club Deportivo Ayense disputa sus partidos como local en el Estadio Chino Rivas, el cual tiene una capacidad aproximada para 4,000 espectadores.

## Palmarés
| Competición nacional                 | Títulos   | Subcampeonatos |
| ------------------------------------ | --------- | -------------- |
| Segunda División 'B' de México (1/0) | 1990/1991 |                |
| Tercera División de México (1/0)     | 1988/1989 |                |
| Serie B de México (0/1)              |           | 2023/2024      |

## Temporadas
| Temporada     | División           | Posición                     |
| ------------- | ------------------ | ---------------------------- |
| 2019/2020¹    | 5.Tercera División | 12.º Grupo X                 |
| 2020/2021     | 5.Tercera División | 11.º Grupo X                 |
| 2021/2022     | 5.Tercera División | 1.º Grupo XII (Octavos)      |
| 2022/2023     | 5.Tercera División | 3.º Grupo XIII (Semifinales) |
| 2023/2024     | 4.Segunda Serie B  | 1.º (Subcampeón)             |
| Apertura 2024 | 4.Segunda Serie B  | 10.º                         |
| Clausura 2025 | 4.Segunda Serie B  | 4.º (Semifinales)            |

1: Torneo suspendido por pandemia de COVID-19, sin embargo la liga consideró los registros como oficiales y quedaron guardados en las estadísticas.